# جلبان جفني الثمار
الجلبان جفني الثمار أو جليبين (باللاتينية: Lathyrus blepharicarpus Boiss) نوع نباتي من جنس الجلبان ينتمي إلى الفصيلة البقولية.

## الموئل والانتشار

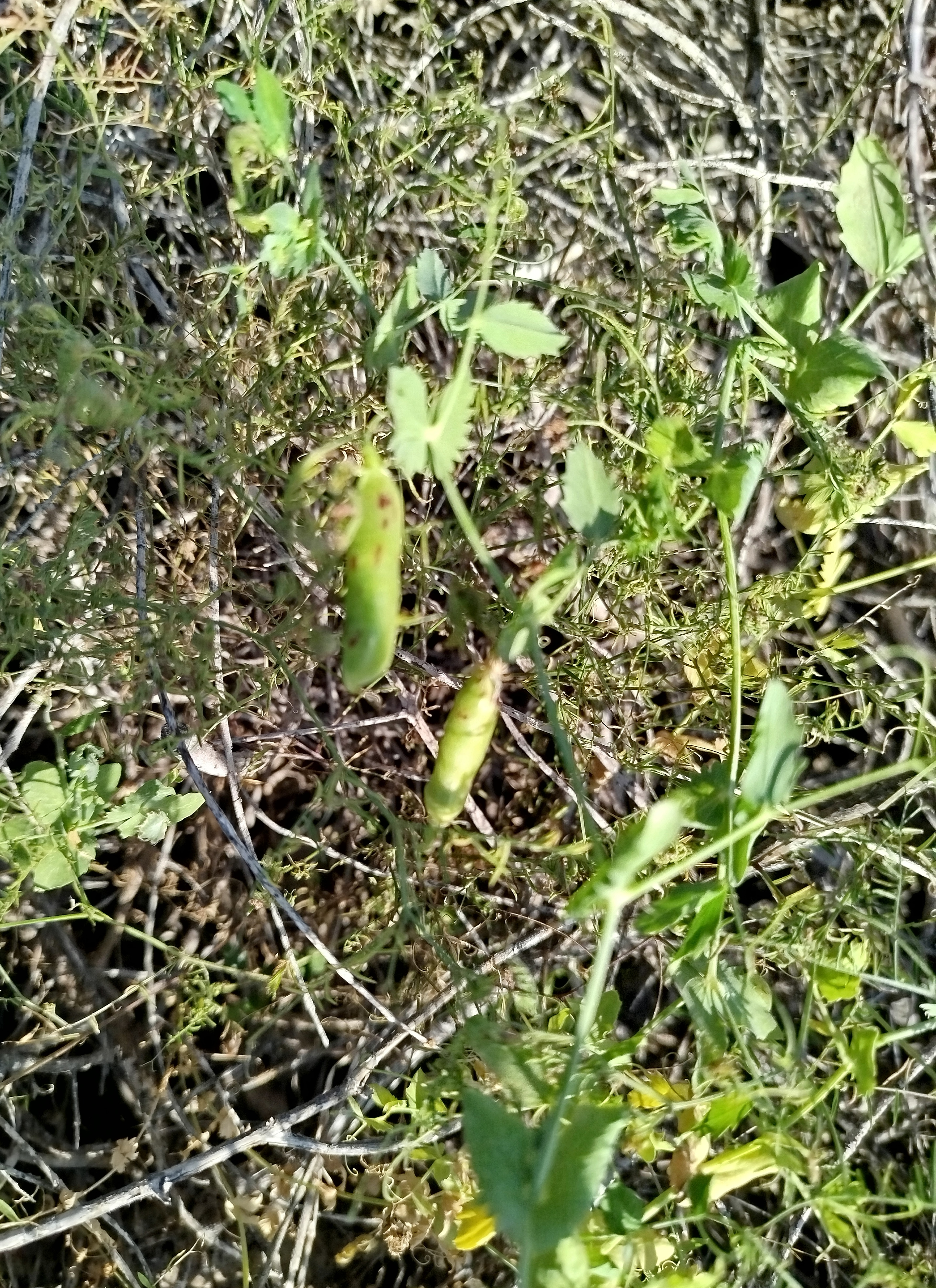
نبات سعيسعة

موطنه بلاد الشام وتركيا وقبرص.

## الصفات

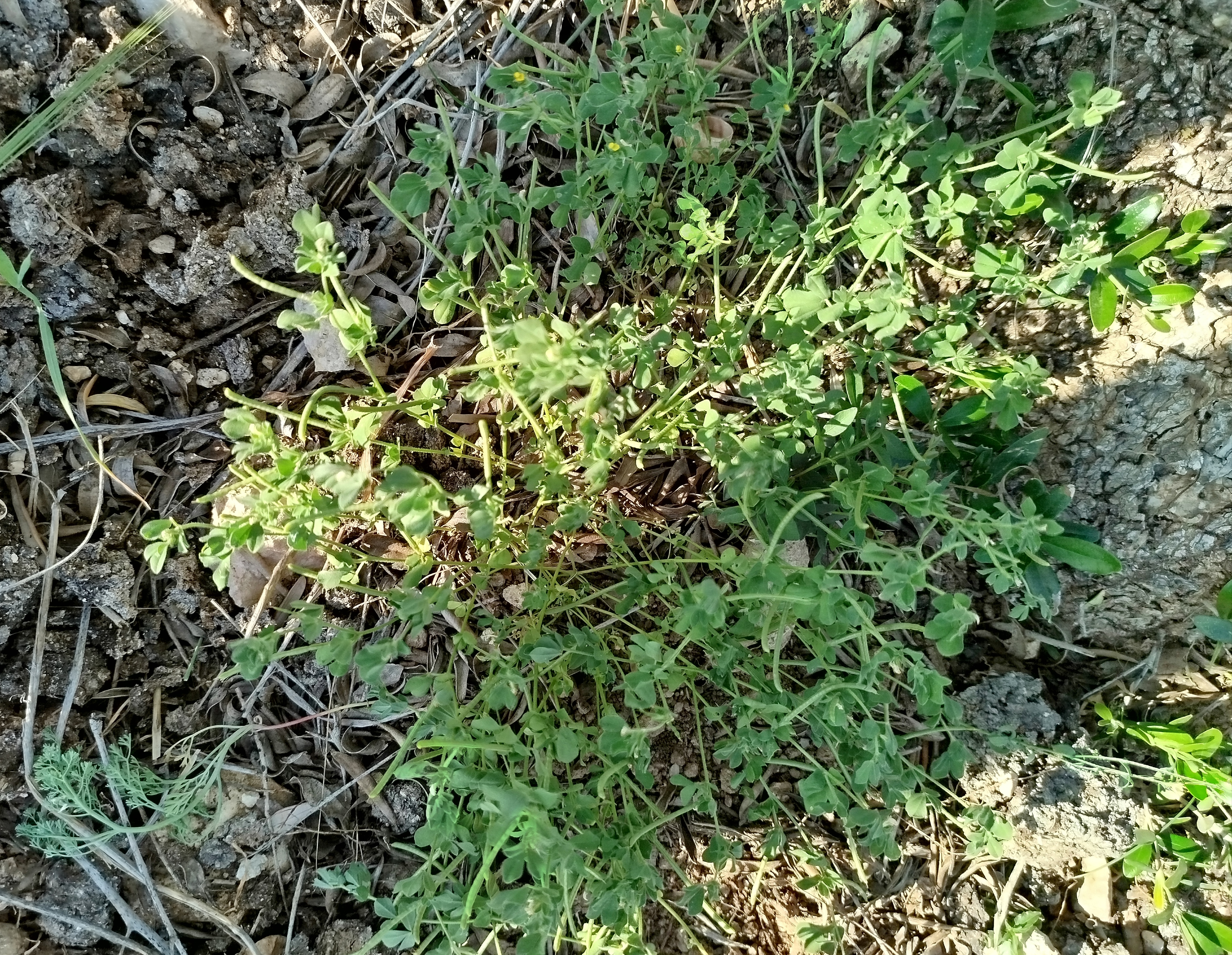
جلثون بري

يدعى هذا النبات بأسماء محلية متعددة منتشرة في فلسطين ومناطق شرق البحر المتوسط، أهمها: السيسعة، والجلبينة، والجلثون، واسيبعة، واصيبعة. يعتبر هذا النبات نباتا عشبيا حوليا، ينمو الجلبان في الأراضي الجبلية أو الأراضي السهلية على حد سواء بين الصخور وفوق الرجوم وتحت السلاسل وفي الأراضي البور وبين الأشجار الحرجية وبين نباتات المحاصيل الشتوية في البساتين.
يمتلك الجلبان ساقا هوائيا قد يصل طوله إلى حوالي 30 سم وربما أكثر، ويمتد إما بشكل أفقي فوق سطح الأرض أو يرتفع عنها. بحيث يبدأ بالنمو في بداية شهر آذار من كل سنة وعندما يصل هذا النبات إلى سطح الأرض يبدأ بالتفرع إلى فروع كثيرة وعديدة ترتفع هذه الفروع فوق سطح الأرض قليلاً ثم تمتد أفقياً إذا لم تجد حولها ما تتسلق عليه وكل فرع من هذه الفروع يمكن أن يمتد على الأرض إلى حوالي نصف متر ويحمل كمية كبيرة من الأوراق الخضراء الطويلة المركبة ذات الحواف الناعمة، والتي تترتب على الساق على شكل ورقة لكل عقدة. ويوجد لديه أذنة زائدة ورقية مزدوجة (Stipule)
والجلبان جفني الثمار يتميز بأن أزهاره خنثى، تترتب بصورة مفردة أو فردية على الساق أيضا، ذات لون أحمر أو برتقالي عند تفتحها، وبعد فترة من الزمن تتحول هذه الأزهار إلى قرون في بداية شهر نيسان من كل عام، وكل قرن من قرون نبات السعيسة يحتوي بداخله على بذرتين على الأقل، ويصل طول القرن الواحد بضعة سنتيمترات. وبالنسبة لبذور وثمار هذا النبات، فإنه يتمته بما يسطى بذور-ثمرية متجانسة التركيب، يرجح أن الموطن الأصلي لهذا النبات هو منطقة Phrygana و Batha. ينمو هذا النبات في بيئة البحر المتوسط.

## التسمية
استمد الاسم العلمي لهذا النبات، وتحديدا الجزء الأخير Boiss، من اسم Pierre Edmond Boissier، وهو عالم نبات سويدي

## فترة النمو والقطاف
أواخر الشتاء وأوائل الربيع، بين شهر فبراير وأبريل

## الاستخدام
اعتاد السكان المحليون في شرق المتوسط، على جمع واتقاط النباتات البرية وتناولها إما طازجة أو بعد طبخها. بالنسبة لنبات الجلبان جفني الثمار، فيقوم مثلا الفلسطينيون بالتقاط قرونه التي تنضج وتناولها طازجة أو تناولها بعد سلقها. بالإضافة إلى أن المواشي المختلفة ترعى هذا النوع من النباتات وتأكله. ولذلك فهو يعد نباتا بريا غذائيا في شرق المتوسط. حيث يعد القرن الجزء الذي يؤكل منه.